# Groupe de NGC 4261
Le groupe de NGC 4261 comprend 27 galaxies qui brillent dans le domaine des rayons X. Ces galaxies sont situées dans la constellation de la Vierge.
On peut ajouter à ces 27 galaxies, trois galaxies (NGC 4241, NGC 4234 et MCG 1-31-30) qui ne brillent pas dans le domaine des rayons X et qui sont incluses dans ce groupe par A.M. Garcia dans un article publié en 1993. La distance moyenne entre les 30 galaxies de ce groupe et la Voie lactée est d'environ 29,6 Mpc (∼96,5 millions d'al).
Ajoutons que trois des galaxies du groupe de Sengupta et Balasubramanyam (NGC 4269, NGC 4292 et IC 3155) font partie d'un autre groupe mentionné par Garcia dans son article, le groupe de NGC 4235.
La plupart des galaxies du groupe de NGC 4261 apparaissent aussi dans une liste de 227 galaxies d'un article publié par Abraham Mahtessian en 1998. Cette liste comporte plus de 200 galaxies du New General Catalogue et une quinzaine de galaxies de l'Index Catalogue. On retrouve dans cette liste 11 galaxies du Catalogue de Messier, soit M49, M58, M60, M61, M84, M85, M87, M88, M91, M99 et M100.

## Membres
Le tableau ci-dessous liste les 30 galaxies du groupe. Les trois dernières galaxies sont celles retenues par Garcia.
| Nom          | Classification | Type                        | α (J2000.0)   | δ (J2000.0) | Vitesse radiale (km/s) | Magnitude apparente  | Distance (Mpc) | Diamètre (kal) |
| ------------ | -------------- | --------------------------- | ------------- | ----------- | ---------------------- | -------------------- | -------------- | -------------- |
| NGC 4180     | Sab            | Spirale                     | 12h 13m 03.0s | 07° 02′ 20″ | 2096 ± 8               | 12,6                 | 36,0 ± 2,6     | 71             |
| NGC 4197     | Scd(f)         | Spirale                     | 12h 14m 38.5s | 05° 48′ 21″ | 2081 ± 4               | 12,8                 | 35,8 ± 2,5     | 99             |
| NGC 4215     | SA(r)0+?       | Lenticulaire                | 12h 15m 54.5s | 06° 24′ 04″ | 2011 ± 5               | 12,1                 | 34,8 ± 2,5     | 51             |
| NGC 4223     | SA0^+(s)?      | Lenticulaire                | 12h 17m 25.8s | 06° 41′ 24″ | 2224 ± 2               | 11,9                 | 37,9 ± 2,7     | 124            |
| NGC 4233     | S0^0^          | Lenticulaire                | 12h 17m 07.7s | 07° 37′ 28″ | 2275 ± 2               | 11,9                 | 38,6 ± 2,7     | 81             |
| NGC 4234A    | (R')SB(s)m     | Spirale barrée magellanique | 12h 17m 09.1s | 03° 40′ 59″ | 2014 ± 3               | 12,7                 | 34,9 ± 2,5     | 52             |
| NGC 4241A,C  | SB(s)cd        | Spirale barrée              | 12h 17m 59.9s | 06° 39′ 15″ | 733 ± 7                | 13,1                 | 15,9 ± 1,2     | 45             |
| NGC 4255     | SB(r)0^0^      | Lenticulaire                | 12h 18m 56.1s | 04° 47′ 10″ | 1995 ± 5               | 12,8                 | 34,6 ± 2,5     | 37             |
| NGC 4260     | SB(s)a         | Spirale barrée              | 12h 19m 22.2s | 06° 05′ 55″ | 1776 ± 2               | 11,8                 | 31,3 ± 2,2     | 143            |
| NGC 4261     | E2-3           | Elliptique                  | 12h 19m 23.2s | 05° 49′ 31″ | 2177 ± 3               | 10,4                 | 37,2 ± 2,6     | 91             |
| NGC 4269B    | S0+            | Lenticulaire                | 12h 19m 49.2s | 06° 00′ 54″ | 2535 ± 11              | 12,9                 | 42,5 ± 3,0     | 54             |
| IC 3155      | S0             | Lenticulaire                | 12h 19m 45.3s | 06° 00′ 21″ | 2242 ± 3               | 14,2                 | 38,2 ± 2,7     | 20             |
| NGC 4277     | SAB0/a?(rs)    | Lenticulaire                | 12h 20m 03.7s | 05° 20′ 29″ | 2187 ± 2               | 12,4                 | 37,4 ± 2,6     | 18             |
| NGC 4287     | Sc(f)          | Spirale                     | 12h 20m 48.5s | 05° 38′ 24″ | 2155 ± 3               | 14,3                 | 36,9 ± 2,6     | 44             |
| NGC 4292B    | (R)SB(r)0^0^   | Lenticulaire                | 12h 21m 16.4s | 04° 35′ 45″ | 2260 ± 2               | 12,2                 | 38,5 ± 2,7     | 125            |
| UGC 7411     | SA(r)0/a?      | Lenticulaire                | 12h 21m 34.1s | 04° 46′ 46″ | 2122 ± 3               | 13,049 ± 0,004 asinh | 36,4 ± 2,6     | 20             |
| VCC 114      | Irr?           | Irrégulière naine           | 12h 14m 35.3s | 05° 40′ 34″ | 2071 ± 10              | 15,90 ± 0,021        | 35,7 ± 2,1     | 16             |
| VCC 172      | Iam?           | Irrégulière magellanique    | 12h 16m 00.3s | 04° 39′ 03″ | 2196 ± 2               | 13,40 ± 0,120        | 37,5 ± 2,7     | 34             |
| VCC 223      | BCD?           | Naine bleue compacte        | 12h 17m 10.7s | 06° 25′ 54″ | 2088 ± 2               | 15,669 ± 0,007 asinh | 35,9 ± 2,5     | 14             |
| VCC 238      | dE0,N          | Elliptique naine            | 12h 17m 30.7s | 06° 41′ 51″ | 2291 ± 86              | 14,82 ± 0,031        | 38,9 ± 3,0     | 5,0            |
| VCC 256      | S              | Spirale naine               | 12h 17m 47.3s | 04° 28′ 43″ | 2092 ± 4               | 17,734 ± 0,005 asinh | 36,0 ± 2,6     | 11             |
| VCC 287      | dE4,N          | Elliptique naine            | 12h 18m 28.5s | 06° 24′ 21″ | 2076 ± 9               | 14,97 ± 0,032        | 35,7 ± 2,5     | 8,7            |
| VCC 292      | dE1,N          | Elliptique naine            | 12h 18m 31.7s | 05° 50′ 59″ | 2284 ± 28              | 16,410 ± 0,024 asinh | 38,8 ± 2,8     | 6,2            |
| VCC 297      | Sc             | Spirale                     | 12h 18m 38.6s | 06° 42′ 30″ | 2004 ± 3               | 14,887 ± 0,010 asinh | 34,7 ± 2,5     | 51             |
| VCC 332      | S0_1_(6)       | Lenticulaire naine          | 12h 19m 15.3s | 06° 18′ 26″ | 2252 ± 4               | 14,255 ± 0,005 asinh | 38,3 ± 2,7     | 11             |
| VCC 344      | cE2            | Elliptique compacte naine   | 12h 19m 23.1s | 05° 47′ 41″ | 2033 ± 2               | 13,54 ± 0,031        | 35,1 ± 2,5     | 6,3            |
| VCC 388      | dE6            | Elliptique naine            | 12h 20m 03.5s | 06° 00′ 39″ | 2124 ± 87              | 15,38 ± 0,032        | 36,4 ± 2,9     | 9,7            |
| VCC 405      | dE0?           | Elliptique naine            | 12h 20m 17.9s | 06° 00′ 06″ | 2097 ± 0               | 19,62 ± 0,111        | 29,3 ± 2,0     | ?              |
| VCC 468      | BCD?           | Naine bleue compacte        | 12h 21m 18.5s | 04° 04′ 36″ | 1976 ± 2               | 15,82 ± 0,021        | 34,3 ± 2,4     | 4,0            |
| VCC 693      | SB?            | Spirale barrée              | 12h 24m 03.2s | 05° 10′ 50″ | 2046 ± 3               | 14,80                | 14,14 ± 0,020  | 40             |
| VCC 764      | S0_2_(6)       | Lenticulaire naine          | 12h 25m 05.6s | 05° 19′ 45″ | 1972 ± 4               | 15,2g                | 34,2 ± 2,4     | 9,9            |
| MCG 1-31-30A | E0 pec         | Elliptique                  | 12h 15m 18.3s | 05° 45′ 40″ | 2016 ± 2               | 14,733 ± 0,009 asinh | 34,9 ± 2,5     | 17             |

- A Cette galaxie ne brille pas dans le domaine des rayons X et ne fait pas partie du groupe décrit par Sengupta et Balasubramanyam.
- B Fait aussi partie du groupe de NGC 4235[4].
- C À une distance de 15,9 Mpc, l'appartenance de NGC 4241 à ce groupe est fort douteuse.

Le site DeepskyLog permet de trouver aisément les constellations des galaxies mentionnées dans ce tableau ou si elles ne s'y trouvent pas, l'outil du site constellation permet de le faire à l'aide des coordonnées de la galaxie. Sauf indication contraire, les données proviennent du site NASA/IPAC.